# Ronal
Ronal AG è un produttore di ruote in lega di alluminio per automobili e veicoli commerciali, nonché di soluzioni per docce e mobili da bagno con sede a Härkingen, Svizzera. L'azienda impiega circa 7000 dipendenti e produce ruote sia in lega che forgiate. L'azienda opera sia nel settore dei prodotti di primo equipaggiamento che in quello degli accessori per automobili e veicoli commerciali. Nel 2023, l'ex Gruppo SanSwiss è diventato Ronal Bathrooms, la divisione bagno e benessere dell'azienda.
Il Gruppo Ronal ha 12 stabilimenti di produzione di ruote, sei stabilimenti per la produzione di mobili da bagno, due sedi per la produzione di utensili e un centro logistico ed è presente in undici Paesi con proprie sedi di vendita. L'azienda produce circa 16 milioni di ruote all'anno per l'industria automobilistica e per i propri marchi Ronal e Speedline Truck. Ronal AG sviluppa e produce i propri utensili di produzione. Ciò avviene nei siti di Cantanhede in Portogallo e Härkingen in Svizzera. L'azienda ha anche un proprio centro di ricerca e sviluppo a Forst, in Germania.

Ronal possiede anche Ronal Bathrooms AG (soluzioni doccia e mobili da bagno), con sede a Gunzgen, in Svizzera.

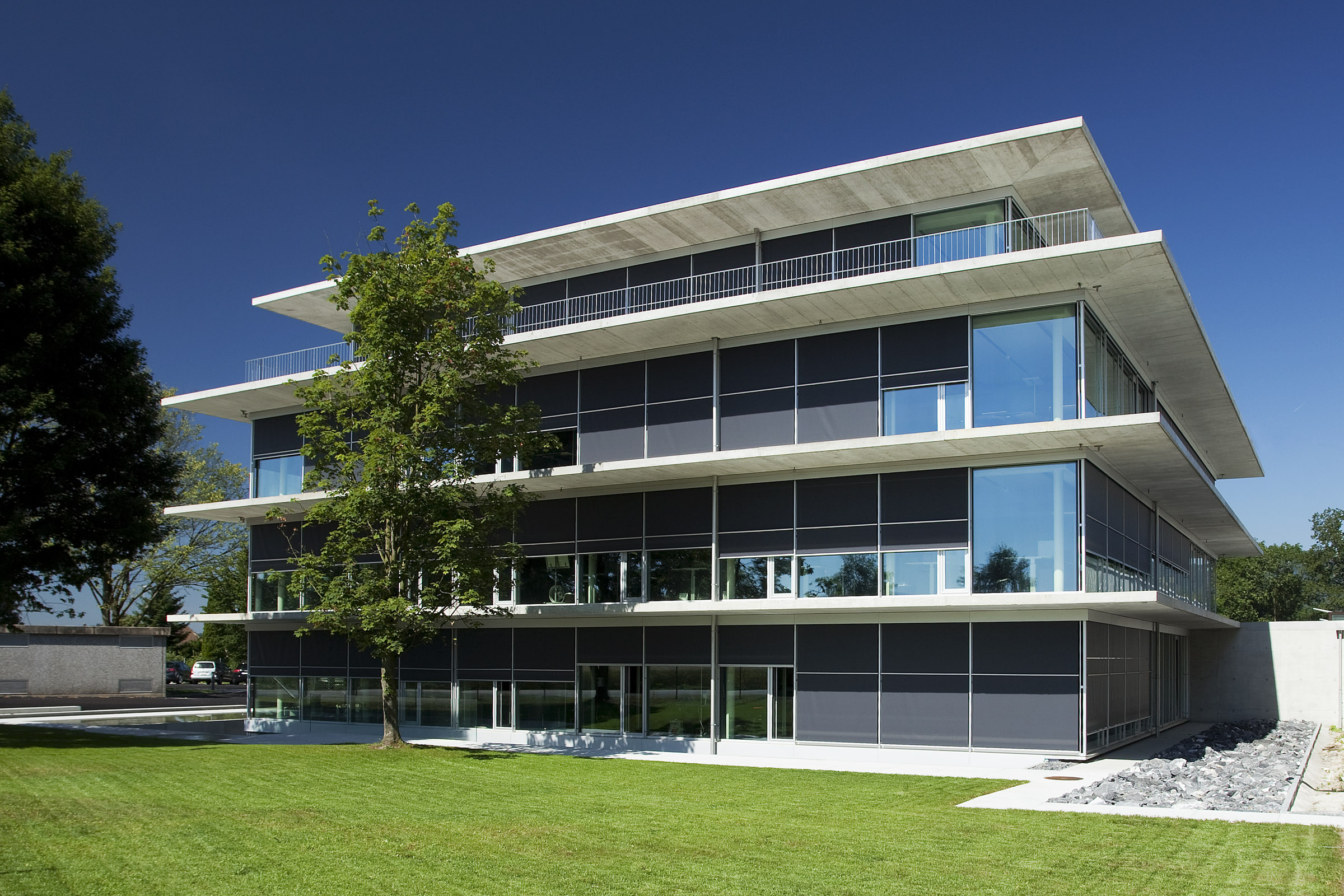
La sede principale di RONAL AG di Härkingen.

## Storia
Ronal è stata fondata in Germania da Karl Wirth nel 1969. L'imprenditore e pilota di formula V poté constatare un fabbisogno di ruote in alluminio. Wirth divenne un pioniere delle ruote in lega leggera sul mercato mondiale. Nel 1978 venne fondato il primo stabilimento in Francia. Nel 2007 Ronal AG ha acquisito il produttore di ruote italiano Speedline, che copre il segmento dei veicoli commerciali quali gli autocarri, i rimorchi e gli autobus. In tal modo il gruppo ha ampliato la propria attività nel settore delle gare automobilistiche e della Formula 1 nonché nella tecnologia della fluoformatura per ruote con peso ridotto. Oltre 83 titoli mondiali FIA sono stati vinti con le ruote di Speedline Corse. Nel 2012 l'offerta di ruote forgiate di Ronal è stata ampliata con l'acquisizione della quota di maggioranza di Fullchamp, azienda di Taiwan. In collaborazione con l'australiana Carbon Revolution, nel 2013 Ronal AG ha lanciato sul mercato europeo degli accessori la prima ruota in carbonio forgiata in un unico pezzo. Con l'acquisizione di APP-Tech di Padova, Italia, il Gruppo ha ampliato la propria capacità nel settore delle ruote forgiate. Nel 2016 è stato aperto il centro logistico Ronlog a Forst, in Germania.
Nel 2019 il Gruppo Ronal celebra il suo 50º anniversario.
Nel 2023, Ronal e la società tedesca di private equity Callista hanno completato la vendita della controllata Speedline S.r.l., compresi i marchi “SpeedlineE” e “Speedline CorseE”, con effetto legale dal 1º ottobre 2023. Il Gruppo Ronal continuerà le sue attività di supporto per il mercato italiano e le attività a livello di Gruppo nella nuova società Ronal Italia Services S.r.l. Ronal ha acquisito le società con i marchi associati Glass 1989, Karol (entrambe in Italia) e Kudos (Regno Unito, Sudafrica) per l'espansione strategica della Divisione Bagno e Benessere. Nel 2024, la divisione SanSwiss è stata rinominata Ronal Bathrooms. Il marchio di prodotti SanSwiss viene rinominato Ronal.

## Divisioni aziendali
- OEM: Primo equipaggiamento per autovetture, fornitore di produttori automobilistici in tutto il mondo
- Autovettura: Mercato degli accessori coi marchi Ronal e Speedline Corse e il marchio Carbon Revolution
- Veicolo commerciale: Primo equipaggiamento e riequipaggiamento di autocarri, bus e rimorchi col marchio Speedline Truck
- Sanitari: Ronal Bathrooms, specializzata nella produzione di docce di alta qualità.

## Tecnologia
Ronal AG sviluppa e produce i propri utensili di produzione che nascono presso entrambe le sedi di Cantanhede, in Portogallo, e di Härkingen, in Svizzera, dove, oltre alla sede centrale, si trova anche il centro di ricerca e di sviluppo.